# 反用
反用（はんよう、または反語法、antiphrasis）は、何かを表現する時に、その普通の意味と正反対の意味の語を用いる修辞技法のこと。とくにイロニーで用いられる。古代ギリシア語やラテン語のanti（反対の）+phrasis（語法）から。

## 例
- He is but a youngster.（彼は若者以外だ） - 中年を表現する時に。